# Борисенко, Иван Григорьевич (комиссар)
Иван Григорьевич Борисенко (1921 — 2004) — деятель космической отрасли СССР, спортивный комиссар, судья международной категории, полковник.

## Биография
Из украинской крестьянской семьи. В 1939 призван в РККА, зачислен в Харьковское военно-авиационное училище связи, которое окончил в 1941. После начала Великой Отечественной войны направлен на Северо-Западный фронт, где служил в должности командира штабного взвода роты связи. Затем являлся командиром 103-й отдельной роты связи 2-го истребительного авиационного корпуса 1-й воздушной армии и воевал в составе Калининского, Волховского и 1-го Украинского фронтов. С 1946 по 1957 продолжал службу в различных частях Советской армии, а с апреля 1957 года работал в Центральном комитете ДОСААФ СССР. В 1961 назначен на должность ответственного секретаря Комиссии спортивно-технических проблем космонавтики ФАС СССР, а также спортивным комиссаром Центрального аэроклуба имени В. П. Чкалова и Международной авиационной федерации по регистрации научно-технических и рекордных достижений космических аппаратов. Также было присвоено звание «судья международной категории».
Провожал космонавтов, находясь на космодроме «Байконур», и встречал их на местах посадок спускаемых аппаратов. При этом занимался регистрацией рекордов установленными космонавтами в пилотируемых космических полётах, составлением (вместе с космонавтами и создателями космической техники) соответствующих протоколов, начиная с первого в мире полёта человека в космос. Неоднократно участвовал в работе конференций Международной авиационной федерации во Франции, Египте, КНДР, где неоднократно вносил поправки в таблицы «Впервые в мире», отстаивал и защищал абсолютные мировые рекорды отечественной космонавтики (в том числе — первые в мире полёт женщины-космонавта, полёт экипажа из трёх человек, выход человека в открытый космос, стыковка космических кораблей и переход космонавтов через открытый космос, групповые полёты двух, а потом и трёх космических кораблей, самый длительный полёт и т. д.).
В 1978 избран вице-президентом, а затем и первым Вице-президентом Федерации космонавтики СССР (с 1992 года — России), где проработал до октября 1999. Был членом Союза журналистов, специальным корреспондентом ТАСС, АПН и газеты «Красная звезда». Будучи непосредственным участником знаменательных событий, связанных с освоением космоса, стал автором многих статей, рассказов и очерков, которые были опубликованы в Советском Союзе и в иностранной печати. Часто выезжал на предприятия и в организации, учебные заведения для освещения истории и пропаганды достижений и побед Союза в освоении космического пространства. Похоронен в Москве на Востряковском кладбище.

## Публикации
- На космических стартах и финишах. Москва, издательство «Знание», 1975, 160 стр., тираж 100 000 экз.
- В открытом космосе. Москва, издательство «Машиностроение», 1984, 176 стр., тираж 40 000 экз.

## Звания
- лейтенант (1941);
- старший лейтенант;[4]
- полковник.

## Награды
Приказом войскам Первой Воздушной армии от 21 июля 1944 года № 45/н, от имени Президиума Верховного Совета Союза ССР «За образцовое выполнение боевых заданий Командования на фронте борьбы с немецкими захватчиками и проявленные при этом доблесть и мужество» командир 103-й отдельной роты связи 2-го истребительного авиационного корпуса, старший лейтенант Иван Григорьевич Борисенко, был награждён орденом Красной Звезды. Указом Президиума Верховного Совета СССР от 11 марта 1985 года «За участие в боях с немецко-фашистскими захватчиками и в честь 40-летия Победы Советского народа в Великой Отечественной войне» полковник в отставке Иван Григорьевич Борисенко был награждён орденом Отечественной войны II степени. Также награждён орденом «Знак Почёта», многими медалями СССР и России.